# Vaumarcus
Vaumarcus est une localité de La Grande Béroche et une ancienne commune suisse du canton de Neuchâtel, située dans la région Littoral.

## Géographie

Vue aérienne (1949).

Selon l'Office fédéral de la statistique, Vaumarcus mesure 1,78 km2. 16,9 % de cette superficie correspond à des surfaces d'habitat ou d'infrastructure, 59,0 % à des surfaces agricoles, 23,6 % à des surfaces boisées et 0,6 % à des surfaces improductives.
Avant sa disparition, la commune était limitrophe de Fresens, Saint-Aubin-Sauges, Concise et Mutrux. Elle fait partie de la Paroisse du Joran.
Le 1er janvier 2018, Vaumarcus fusionne avec les communes de Bevaix, Saint-Aubin-Sauges, Gorgier, Montalchez et Fresens pour donner naissance à la nouvelle commune de La Grande Béroche.

## Histoire
La baronnie de Vaumarcus, titre donné en 1595, se situe aux frontières des terres de Vaud et de celle de la seigneurie de Gorgier. Constituée du village même et des hameaux du Moulin (qui en fut séparé au XVIe siècle pour être réuni à Gorgier) et de Vernéaz (fondée par un écuyer des châtelains de Vaumarcus, elle existait déjà en 1306 et se nommait La Vernée), elle vivait en toute indépendance jusqu'au XIVe siècle, tenue par la branche cadette de Rodolphe II de Neuchâtel. Elle était réunie aux possessions des comtes de Neuchâtel en 1308 lorsque Pierre III de Vaumarcus la vendait à Rodolphe IV de Neuchâtel, comte de Neuchâtel, pour payer ses créanciers. Le comte de Neuchâtel profitait de cette reprise pour instituer un gouverneur et châtelain à Vaumarcus, celui-ci avait le pouvoir de châtier les coupables et de punir les criminels. En 1375 elle se détachait à nouveau du comté de Neuchâtel ; Jean de Neuchâtel-Vaumarcus dit « Jean-le-Bel », fils de Louis Ier de Neuchâtel, avait eu un enfant adultérin nommé Girard à qui il transmettait la seigneurie. Girard sera pris en affection par Louis Ier de Neuchâtel inconsolable de la perte de son fils décédé en 1368. Avec Jean Ier de Neuchâtel-Vaumarcus le fief originel se voyait grandement pourvu de ceux de Travers, Rosières, Noraigue et Gorgier. Apprécié et reconnu pour sa valeur par les comtes de Neuchâtel il trahissait leur confiance en ouvrant les portes de son château aux soldats de Charles le Téméraire. Après l'épisode de la Bataille de Grandson Le comte de Neuchâtel entreprenait de reprendre le château de Vaumarcus ne laissant à Jean II de Neuchâtel-Vaumarcus que les revenus. Après la mort, en 1487, du comte de Neuchâtel Philippe de Hochberg sans héritier mâle, Claude Ier de Neuchâtel-Vaumarcus demandait en vain à Berne de le mettre en possession du comté de Neuchâtel en sa qualité de descendant de cette famille. Débouté de sa demande Claude voyait ses biens confisqué par Jeanne de Hochberg, comtesse de Neuchâtel, la fille héritière de Philippe. Il se tournait alors vers l'empereur Maximilien Ier du Saint-Empire, ennemi de Louis Ier d'Orléans-Longueville, l'époux de Jeanne de Hochberg, qui faisait lever la confiscation. La dernière représentante de la maison de Neuchâtel à Vaumarcus, Anne, faisait entrer la seigneurie dans la maison de Bonstetten en épousant, le 3 novembre 1577, Ulrich de Bonstetten.

## Démographie
Selon l'Office fédéral de la statistique, Vaumarcus possède 268 habitants fin 2022. Sa densité de population atteint 151 hab./km2.
Le graphique suivant résume l'évolution de la population de Vaumarcus entre 1850 et 2015 :

## Monuments

### Château

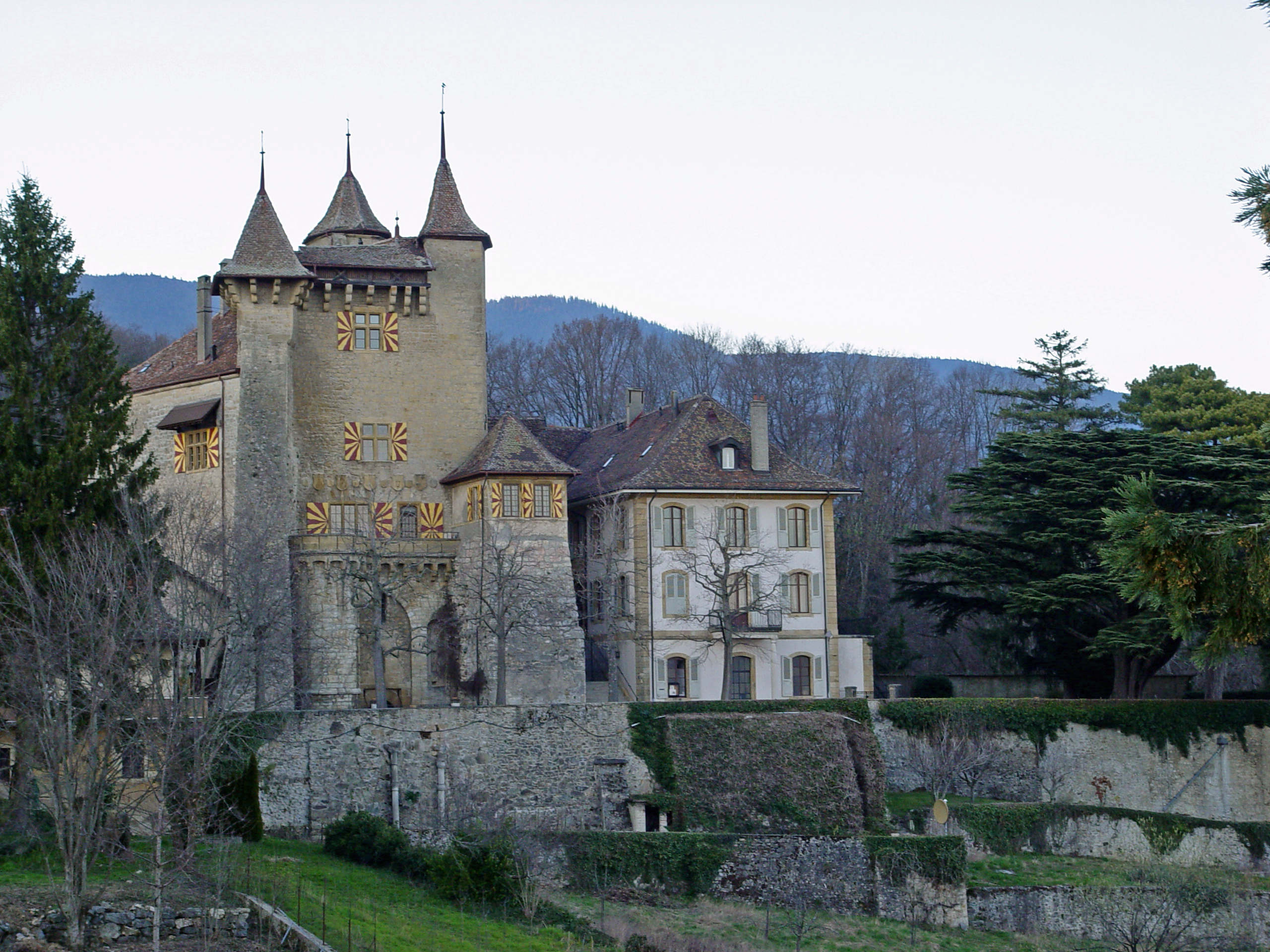
Le château vu du sud-ouest, 2007.

L’apparence hétéroclite du château de Vaumarcus reflète une histoire longue et mouvementée. Situées sur un contrefort rocheux à proximité du lac de Neuchâtel, les premières constructions apparaissent sans doute au XIIe siècle et le site va connaître de nombreuses transformations. Mentionné pour la première fois dans les textes en 1285, le château des seigneurs de Vaumarcus comprend au XIIIe siècle le gros donjon résidentiel actuel complété d’un bâtiment plus ancien, d’une enceinte et d’un petit bourg devant le château,.
Vendu aux comtes de Neuchâtel en 1309, le château est au cœur des conflits de frontière qui les opposent aux seigneurs de Grandson. Détenu par une branche cadette des Neuchâtel, qui se range aux côtés de Charles le Téméraire, il est vraisemblablement incendié puis saisi par le comte de Neuchâtel au lendemain de la bataille de Grandson en 1476.
Reconstruit et mis au goût du jour, il connaît une existence plus paisible à partir de 1599, date à laquelle la seigneurie passe aux mains des familles de Bonstetten et de Büren. Vers 1773, le « nouveau château » remplace des constructions plus anciennes au nord-est du site par une résidence qui répond aux exigences de confort et de sociabilité du XVIIIe siècle en disposant notamment d'une belle terrasse et de jardins. En 1888, l'industriel et producteur d’absinthe Louis Pernod tombe sous le charme de ce site chargé d'histoire, l'acquiert et le restaure.
Depuis 1978, le château est protégé au titre de monument historique et abrite aujourd'hui un centre de conférence, un café, des chambres d'hôte et des événements culturels.

## Sources